# Ford Rheinland
O Ford Rheinland foi um automóvel fabricado pela Ford da Alemanha. Foi fabricado entre 1933 to 1936. O nome provem da região alemã Rhineland. No total, foram fabricados 5575 unidades. Foi o último modelo do chamado big four engine que a Ford alemã ofereceu. Após 1936, foram fabricados apenas o pequeno Ford Eifel e o grande Ford V8.